# حارة رمادة السواد (صنعاء)
رمادة السواد هي إحدى حارات حي القابل بمدينة الروضة شمال العاصمة اليمنية "صنعاء"، بلغ تعداد سكانها 273 نسمة حسب تعداد اليمن لعام 2004.